# سویوق‌بولاق (کلبجر)
تسرتنوت (به ارمنی: Ցրտնոտ) یا سویوق‌بولاق (به لاتین: Soyuqbulaq) یک منطقهٔ مسکونی در جمهوری آرتساخ است که در استان شاهومیان واقع شده‌است.